# كلمة جنسية
كلمة تشمل الجنسين في اللغة هي الكلمة التي يمكن أن تستخدم في المذكر والمؤنث دون تغيير من شكل.